# ناتالیا لاکونزا
ناتالیا لاکونزا سنابدون (زادهٔ ۱۰ ژانویهٔ ۱۹۹۹) خواننده و ترانه‌سرا اسپانیایی است. ناتالیا لاکونزا در ژانویه ۱۹۹۹ در پامپلونا، اسپانیا به دنیا آمد. ناتالیا با وجود اینکه در ابتدا باله کار می‌کرد، عشق خاصی به رقص معاصر و مدرن نشان داده است.

## آهنگ‌شناسی

### آلبوم چند آهنگه
- اوتراس افسوس (۲۰۱۹)
- ep2 (2020)
- سخت (۲۰۲۳)

### آلبوم‌ها
- باید برای من باشد (۲۰۲۲)

### آلبوم‌های زنده
- در خانه (۲۰۲۰)

### تک آهنگها

#### رهبری
| سال  | تنها                  | همکاری               | بهترین موقعیت‌ها در جداول تهیه‌کنندگان موسیقی اسپانیا | آلبوم‌ها      |
| ---- | --------------------- | -------------------- | --------------------------------------------------- | ------------ |
| ۲۰۱۸ | نپرس                  | -                    | -                                                   | —            |
| ۲۰۱۹ | نانا تریسته           | Guitarricadelafuente | ۴                                                   | اوتراس افسوس |
| ۲۰۱۹ | رتیل                  | -                    | ۵۲                                                  | اوتراس افسوس |
| ۲۰۲۰ | اولویدات د می         | -                    | ۶۴                                                  | EP2          |
| ۲۰۲۰ | Algo Duele Más        | برونکیو              | -                                                   | EP2          |
| ۲۰۲۰ | اوترو لادو            | -                    | ۹۱                                                  | EP2          |
| ۲۰۲۰ | نوسترو نومبره         | -                    | -                                                   | —            |
| ۲۰۲۱ | Quiero Dormir Contigo | تراشی                | -                                                   | —            |
| ۲۰۲۱ | کوستیون دو سوئرت      | -                    | -                                                   | -            |
| ۲۰۲۱ | تودو لامنتو           | -                    | -                                                   | -            |

#### آهنگ‌های دیگر
- کلید (۲۰۱۹)
- «کور» (ال اینترنادو: مدرسه شبانه‌روزی: کومبرس OST) (2020)